# Elizabeth Jagger
Pour les articles homonymes, voir Jagger.
Elizabeth Jagger (Elizabeth Scarlett Jagger, surnommée Liz ou Lizzy) (née le 2 mars 1984 à New York) est une mannequin anglo-américaine. Elle est la fille de Mick Jagger (chanteur du groupe The Rolling Stones) et de la mannequin Jerry Hall.

## Biographie
Née à New York, elle est l’aînée des quatre enfants de Mick Jagger et de Jerry Hall, avec pour frères et sœurs James Jagger, Georgia May Jagger et Gabriel Jagger. Elle a quatre demi-frères et sœurs : Karis Jagger (Mick Jagger avec Marsha Hunt), Jade Jagger (Mick Jagger avec Bianca Jagger), Lucas Jagger (Mick Jagger avec Luciana Gimenez Morad) et Deveraux Octavian Basil Jagger (Mick Jagger avec Melanie Hamrick).
En 1998, elle commence sa carrière de mannequin à l'âge de quatorze ans aux côtés de sa mère Jerry Hall en défilant pour le couturier Thierry Mugler. Elle apparaît dans une campagne pour la marque Tommy Hilfiger aux côtés des mannequins Alexandra et Theodora Richards (amies d'enfance et filles du guitariste Keith Richards du groupe de son père The Rolling Stones)[réf. souhaitée].
En 2001, elle joue son propre rôle dans le film documentaire Être Mick de Kevin Macdonald et signe en 2002 un contrat de mannequin avec la marque de cosmétique Lancôme.
Elle défile et pose pour de nombreuses marques dont Marks & Spencer, Revlon, Victoria's Secret, Chanel, Gucci, Burberry, Louis Vuitton, Lancôme, Ralph Lauren, Versace, Nina Ricci, Hermès, Dolce & Gabbana, Moschino, Tommy Hilfiger, Marc Jacobs, Mango, Valentino, Christian Lacroix…